# Birkir Kristinsson
Birkir Kristinsson (ur. 15 sierpnia 1964 w Vestmannaeyjarze) – piłkarz islandzki grający na pozycji bramkarza. W swojej karierze rozegrał 74 mecze w reprezentacji Islandii.

## Kariera klubowa
Karierę piłkarską Kristinsson rozpoczynał w klubie Einherji Vopnasfjördur. W 1982 roku zadebiutował w nim w pierwszej lidze islandzkiej. W 1984 roku grał w Akureyrar, a na początku 1985 roku przeszedł do Akraness. W 1985 roku wywalczył z nim wicemistrzostwo Islandii, a w 1986 roku zdobył Puchar Islandii.
W 1988 roku Kristinsson przeszedł z ÍA Akranes do Fram. Występował w nim do końca 1995 roku. Wraz z Framem wywalczył dwa tytuły mistrza Islandii w latach 1988 i 1990 oraz zdobył krajowy puchar w 1989 roku.
W 1996 roku Kristinsson został zawodnikiem norweskiego SK Brann. W 1997 roku został z nim wicemistrzem Norwegii. W 1998 roku był bramkarzem szwedzkiego IFK Norrköping. W sezonie 1998/1999 był graczem Boltonu Wanderers, jednak nie rozegrał w nim żadnego meczu i był rezerwowym dla Jussiego Jääskeläinena oraz Keitha Branagana.
W 1999 roku Kristinsson wrócił do Islandii i podpisał kontrakt z Vestmannaeyja. Następnie występował w Austrii Lustenau, by w 2000 roku wrócić do ÍB Vestmannaeyja. W sezonie 2000–2001 grał w Stoke City, a w latach 2001–2006 – ponownie w ÍB Vestmannaeyja, w którym zakończył karierę.
| Sezon   | Klub                   | Kraj     | Rozgrywki    | Mecze | Bramki |
| ------- | ---------------------- | -------- | ------------ | ----- | ------ |
| 1983    | Einherji Vopnasfjördur | Islandia | 1. deild     | 18    | 0      |
| 1984    | Akureyrar              | Islandia | 1. deild     | 2     | 0      |
| 1985    | Akraness               | Islandia | 1. deild     | 18    | 0      |
| 1986    | Akraness               | Islandia | 1. deild     | 18    | 0      |
| 1987    | Akraness               | Islandia | 1. deild     | 18    | 0      |
| 1988    | Fram                   | Islandia | 1. deild     | 18    | 0      |
| 1989    | Fram                   | Islandia | 1. deild     | 18    | 0      |
| 1990    | Fram                   | Islandia | 1. deild     | 18    | 0      |
| 1991    | Fram                   | Islandia | 1. deild     | 18    | 0      |
| 1992    | Fram                   | Islandia | 1. deild     | 18    | 0      |
| 1993    | Fram                   | Islandia | 1. deild     | 18    | 0      |
| 1994    | Fram                   | Islandia | 1. deild     | 18    | 0      |
| 1995    | Fram                   | Islandia | 1. deild     | 18    | 0      |
| 1996    | SK Brann               | Norwegia | Tippeligaen  | 14    | 0      |
| 1997    | SK Brann               | Norwegia | Tippeligaen  | 1     | 0      |
| 1998    | IFK Norrköping         | Szwecja  | Allsvenskan  | 3     | 0      |
| 1998/99 | Bolton Wanderers       | Anglia   | Division One | 0     | 0      |
| 1999    | Vestmannaeyja          | Islandia | Úrvalsdeild  | 18    | 0      |
| 1999/00 | Austria Lustenau       | Austria  | Bundesliga   | 7     | 0      |
| 2000    | Vestmannaeyja          | Islandia | Úrvalsdeild  | 18    | 0      |
| 2000/01 | Stoke City             | Anglia   | Division One | 18    | 0      |
| 2001    | Vestmannaeyja          | Islandia | Úrvalsdeild  | 18    | 0      |
| 2002    | Vestmannaeyja          | Islandia | Úrvalsdeild  | 18    | 0      |
| 2003    | Vestmannaeyja          | Islandia | Úrvalsdeild  | 18    | 0      |
| 2004    | Vestmannaeyja          | Islandia | Úrvalsdeild  | 18    | 0      |
| 2005    | Vestmannaeyja          | Islandia | Úrvalsdeild  | 12    | 0      |

## Kariera reprezentacyjna
W reprezentacji Islandii Kristinsson zadebiutował 27 kwietnia 1988 roku w przegranym 0:1 meczu eliminacji do Letnich Igrzysk Olimpijskich z Holandią, rozegranym w Doetinchem. W swojej karierze grał też w: Euro 92, MŚ 1994, Euro 96, MŚ 1998, Euro 2000 i MŚ 2002. Od 1988 do 2004 roku rozegrał w kadrze narodowej 74 mecze.